# 大事なモノ/＃キズナプラス
『大事なモノ/#キズナプラス』（だいじなモノ/#キズナプラス）は、日本の音楽ユニットGirls2の2枚目のオリジナル・EP。2020年11月18日にSony Music Associated Recordsから発売。

## 概要
【ダンスDVD】(初回生産限定盤)、【ライブDVD】(初回生産限定盤)、【CD】(通常盤)の3形態で発売。
テレビ東京系放送の『ガールズ×戦士シリーズ』から派生したユニットの選抜メンバーによって結成された「Girls2」の2枚目のオリジナル・EP。ドラマ「ポリス×戦士 ラブパトリーナ!」のオープニングテーマを収録したEPである。
オリコン週間アルバムランキング5位(2020年11月30日付)を記録した。
尚、「大事なモノ」にはlovely2のメンバー4名も参加しており、音源及びDVDの各映像はlovely2も含めた13名体制で収録されている。

## 収録曲

### 【CD】(初回生産限定盤・共通)
CD
| #  | タイトル          | 作詞                              | 作曲                              | タイアップ                                              |
| -- | ----------------- | --------------------------------- | --------------------------------- | ------------------------------------------------------- |
| 1. | 「大事なモノ」    | VaChee(Wee's),Ryo Yamazaki(Wee's) | VaChee(Wee's),Ryo Yamazaki(Wee's) | ドラマ『ポリス×戦士 ラブパトリーナ!』オープニングテーマ |
| 2. | 「#キズナプラス」 | TETTA,NIYA                        | TETTA,NIYA                        | 原宿竹下通りの公式イメージソング                        |
| 3. | 「HERE WE GO」    | TETTA,NIYA                        | TETTA,NIYA                        | WEGO×Girls² 2020 コラボレーションイメージソング         |

### 【ダンスDVD】(初回生産限定盤)
| #  | タイトル                                                                     | 作詞 | 作曲・編曲 |
| -- | ---------------------------------------------------------------------------- | ---- | ---------- |
| 1. | 「大事なモノ -ミュージックビデオ -」                                         |      |            |
| 2. | 「大事なモノ –ダンスパフォーマンスビデオ-」                                  |      |            |
| 3. | 「大事なモノ –ドラマオープニングノンクレジットver.-」                        |      |            |
| 4. | 「#キズナプラス -ミュージックビデオ-」                                       |      |            |
| 5. | 「HERE WE GO -ミュージックビデオ -」                                         |      |            |
| 6. | 「「Girls² スペシャル生配信イベント ～おうちでチュワパネ︕～」全編（76分）」 |      |            |

### 【ライブDVD】(初回生産限定盤)
1. 「mirage2 DIGITAL LIVE 2020」 完全収録　(66分)

### 【CD】(通常盤)
1. 大事なモノ
2. #キズナプラス
3. HERE WE GO
4. 大事なモノ (カラオケ)
5. #キズナプラス (カラオケ)
6. HERE WE GO (カラオケ)

## タイアップ
大事なモノ
ドラマ『ポリス×戦士 ラブパトリーナ!』オープニングテーマ
テレビ東京 2020秋
テレ東音楽祭
#キズナプラス
原宿竹下通りの公式イメージソング
HERE WE GO
WEGO×Girls² 2020 コラボレーションイメージソング